# Liste der Baudenkmäler in Rödinghausen
Die Liste der Baudenkmäler in Rödinghausen enthält die denkmalgeschützten Bauwerke auf dem Gebiet der Gemeinde Rödinghausen im Kreis Herford in Nordrhein-Westfalen (Stand: Juni 2021). Diese Baudenkmäler sind in der Denkmalliste der Gemeinde Rödinghausen eingetragen; Grundlage für die Aufnahme ist das Denkmalschutzgesetz Nordrhein-Westfalen (DSchG NRW).

## Denkmalliste
| Bild                                              | Bezeichnung                                                         | Lage | Beschreibung | Bauzeit                       | Eingetragen seit   | Denkmal- nummer |
| ------------------------------------------------- | ------------------------------------------------------------------- | --- | --- | ----------------------------- | ------------------ | --------------- |
| weitere Bilder                                    | Ev. Kirche Bieren                                                   | Bieren Bahnhofstraße 101 Karte                                                                          | Evangelisch-lutherisch. Errichtet anstelle einer älteren Fachwerkklus. | 1908/1909                     | 20. September 1984 | 1               |
| weitere Bilder                                    | Bartholomäuskirche Rödinghausen                                     | Rödinghausen Alte Dorfstraße 33 Karte                                                                   | Sandstein. Im Wesentlichen Gotik mit romanischem Turm. Archäologische Untersuchungen und Auswertung historischer Quellen deuten auf einen hölzernen Vorgängerbau aus dem 9. Jahrhundert hin, dem spätestens im 12. Jahrhundert ein steinerner Kirchenbau nachfolgte, der vermutlich in der Mitte des 12. Jahrhunderts romanische Elemente erhielt. 1233 erste urkundliche Erwähnung. Im 16. Jahrhundert abermaliger Umbau und Erweiterung im gotischen Stil unter dem Patronat der Bussches, die Gut Waghorst besaßen. Letzter größerer Bauabschnitt erfolgte 1893, als die Querhausarme angefügt wurden. Zur Innenausstattung zählen unter anderem eine Kanzel von 1588 im Stil der frühen Renaissance, zwölf spätgotische Apostelfiguren (um 1520), ein dreiflügliger hölzerner Altar aus dem Jahr 1520 und eine seltene plattdeutsche Bibel, die 1596 von David Volderus herausgegeben wurde. | ab 1233 belegt                | 20. September 1984 | 2               |
| weitere Bilder                                    | Michaelkirche Westkilver                                            | Bruchmühlen Westkilverstraße 51 Karte                                                                   | Heutige Kirche entstand 1904 durch historisierende Erweiterung einer alten gotischen Steinkapelle aus dem Jahr 1471. 1929 Turmbau. | 1471/ 1904/ 1930              | 20. September 1984 | 3               |
| weitere Bilder                                    | Glockenturm in Dono                                                 | Bieren Donoer Straße 33 Karte                                                                           | Stählerne Bauernschaftsglocke von 1877. Vorgängerglocke (Gussjahr unbekannt) aus Bronze wurde 1877 als Hofglocke an den Bauern Große-Schütte (Oberbauerschaft) verkauft. Der heute die Glocke tragende Stahlmast wurde vom EMR 1928 gestiftet und diente zuvor als Strommast. 2011 restauriert. | 1877/1928                     | 22. Mai 1984       | 4               |
| weitere Bilder                                    | Gut Böckel                                                          | Bieren Rilkestraße 18 Karte                                                                             | Umlaufende Gräfte gliedern die Anlage in Hauptburg mit dem Herrenhaus und Vorburg mit Wirtschaftsgebäuden und Wassermühle sowie in den außerhalb der Gräfte liegenden Teil, der neben weiteren Wirtschaftsgebäuden einen Landschaftspark von Rudolph Jürgens aus dem Jahr 1900 umfasst. Das Gut wurde erstmals 1350 erwähnt; diese ältesten Teile sind jedoch nicht erhalten. Heutige Hauptanlage mit dem zweiflügligen Herrenhaus entstand im barocken Stil 1682. 1885 wurde ein Neubauflügel im Stil der Neorenaissance angefügt. | ab 1350, Herrenhaus 1682–1885 | 20. September 1984 | 5               |
| weitere Bilder                                    | Haus Kilver                                                         | Bruchmühlen Westkilverstraße 19 Karte                                                                   | Ehemalige Wasserburg (Graben teils erhalten) mit zweiflügeligem Herrenhaus. Herrenhaus entstand 1605 im Stil der Renaissance durch Umbau eines Vorgängerbaus. Komplex umfasst neben dem Herrenhaus ein Dreschhaus und die Vorburg mit Fachwerkhaus aus dem Jahr 1798. Das Gut bzw. dessen heutige Vorgängerbauwerke wurden 851 in sächsischer Zeit erstmals erwähnt und zählt zu den ältesten bis heute existierenden Bauwerken der Region. | (851 erwähnt) / 1605 / 1789   | 20. September 1984 | 6               |
| weitere Bilder                                    | Postgebäude in Bruchmühlen                                          | Bruchmühlen Meller Straße 2 Karte                                                                       | ehemals preußisches Postamt, ab 1986 Apotheke, heute Anwaltskanzlei. Historisierender Backsteinbau in neugotischem Stil. | 1905                          | 20. September 1984 | 7               |
| weitere Bilder                                    | Johanneskirche Schwenningdorf                                       | Schwenningdorf An der Kirche 1 Karte                                                                    | Selbständige Evangelisch-Lutherische Kirche. 1854 geweiht, 1857 fertig gestellt, 1931 um Westturm und Anbau erweitert | 1857                          | 8. Februar 1985    | 8               |
| weitere Bilder                                    | Glockenturm in Schwenningdorf (Stukenhöfen)                         | Schwenningdorf Stukenhöfener Straße 9 Karte                                                             | Bauernschaftsglocke. Bronzene Vorgängerglocke aus dem Jahr 1837 musste 1917 zur Rüstungsproduktion abgeliefert werden. Jetzige stählerne Glocke stammt aus dem Jahr 1921. Der Eichenstamm, der heute die Glocke trägt, wurde 1983 auf Gut Hollwinkel geschlagen. | 1921/1983                     | 22. Mai 1984       | 9               |
|                                                   | - frei -                                                            | | |                               |                    | 10              |
| Oberschulten Hof                                  | Oberschulten Hof                                                    | Rödinghausen Kirchweg 16 Karte                                                                          | Vierständriges Westfalenhaus, ehemals „Rödinghausen Nr. 1“, beachtenswert ist das abseitige Backhäuschen sowie der zugehörige Rententeil (siehe Nr. 24). Wohnteil 1985 durch Brand fast völlig zerstört. Wiederaufbau 1986. | 16. Jh. 1816/ 1986            | 1. April 1986      | 11              |
|                                                   | - frei -                                                            | | |                               |                    | 12              |
| weitere Bilder                                    | Grenzstein Nr. 415                                                  | Rödinghausen In der Wiese (Hagenbrink) Karte                                                            | Grenzstein der um 1837 errichteten Grenzsteinlinie zwischen Hannover und Preußen. Grenzstein Nr. 1 befindet sich in Wiedensahl. Der letzte Grenzstein befindet sich bei Bad Laer (Nr. 590). Ein H bzw. ein P markieren die jeweiligen Staatsgebiete. Die hannoveraner Seite trägt meist die Jahreszahl 1837, während die preußische Seite die Nummer des Grenzsteines trägt. Heute markiert die Grenzsteinlinie bis auf wenige Ausnahmen die Grenze zwischen den Ländern Nordrhein-Westfalen und Niedersachsen. | 1837                          | 5. November 1987   | 13              |
| weitere Bilder                                    | Grenzstein Nr. 404, Rödinghausen                                    | Rödinghausen Linkerhagen Karte                                                                          | siehe Nr. 13 | 1837                          | 5. November 1987   | 14              |
| weitere Bilder                                    | Fachwerk-Kötterhaus                                                 | Rödinghausen Heerstraße 75 a Karte                                                                      | Hallenhaus für die Kötter des 1824 errichteten Hofes „Unterster Heermeier“ (Heerstraße 71, ehemals Rödinghausen Nr. 3). 1990 restauriert durch das Westfälische Amt für Denkmalpflege. Auffällig sind die spiralförmigen Geckpfähle. | 1830                          | 17. Februar 1988   | 15              |
| weitere Bilder                                    | Brücke über der Bahnstrecke Bünde-Bassum am Haltepunkt „Neue Mühle“ | Schwenningdorf 32289 Schwenningdorf-Rödinghausen, Gemarkung Schwenningdorf, Flur 3, Flurstück 245 Karte | Der Russ am Sandstein zeugt vom einstigen Dampflokverkehr. Die südliche Seite ziert das Wappen der Grafschaft Ravensberg. Die nördliche Seite zeigt das Wappen des Fürstentums Minden, das einige Kilometer nördlich der Brücke lag. Über die Brücke führt der auch hier nicht asphaltierte Wittekindsweg. | um 1899                       | 9. August 1989     | 16              |
| weitere Bilder                                    | Grenzstein Nr. 400                                                  | Rödinghausen In der Gehle Karte                                                                         | siehe Nr. 13 | 1837                          | 9. August 1989     | 17              |
| weitere Bilder                                    | Grenzstein Nr. 402                                                  | Rödinghausen Großer Kellenberg Karte                                                                    | siehe Nr. 13 | 1837                          | 9. August 1989     | 18              |
| weitere Bilder                                    | Grenzstein Nr. 418                                                  | Bruchmühlen Kollmühle Karte                                                                             | siehe Nr. 13 | 1837                          | 9. August 1989     | 19              |
|                                                   | - frei -                                                            | | |                               |                    | 20              |
| weitere Bilder                                    | Aussichtsturm „Nonnenstein“                                         | Rödinghausen Flur 2, Flurstück 56 Karte                                                                 | Sandstein. 1968 von 9 auf 14 m erhöht. Erbaut anstelle eines älteren Holzturmes als Kaiser-Wilhelm-Turm auf dem höchsten Berg Rödinghausens (274 m ü. NN) auf der Grenze zu Preußisch Oldendorf-Börninghausen. | 1897                          | 1. März 1991       | 21              |
| weitere Bilder                                    | Fachwerk-Nebengebäude                                               | Schwenningdorf Hansastraße 36 Karte                                                                     | Hallenhaus. Baufällig: Lehmausfachung ist löchrig und Flechtwerk liegt teils frei, Balken und Geckpfahl sind teils stark verwittert. | 1730                          | 9. April 1991      | 22              |
| weitere Bilder                                    | Fachwerkgebäude                                                     | Rödinghausen Sachsenweg 43 Karte                                                                        | Hallenhaus |                               | 9. April 1991      | 23              |
| weitere Bilder                                    | Fachwerkgebäude-Altenteiler                                         | Rödinghausen Flur 3, Flurstück 17 Karte                                                                 | Altenteiler des Hofes Oberschulte (siehe Nr. 11). Seltene Bauform eines Doppel-Heuerlingskottens | 1729                          | 29. Juli 2002      | 24              |
| weitere Bilder                                    | Kirchhofmauer Bartholomäuskirche                                    | Rödinghausen Alte Dorfstraße 33 Karte                                                                   | | vor 1400                      | 25. Februar 2014   | 25              |
| Wohn- und Wirtschaftsgebäude, ehemaliges Viehhaus | Wohn- und Wirtschaftsgebäude, ehemaliges Viehhaus                   | Schwenningdorf Windmühlenfeld 6 Karte                                                                   | Bis in die 1950er-Jahre gab es auf dem ehemaligen Hof noch Mühlenbetrieb. Die historische Bausubstanz des Wohnhauses wurde 2019 instand gesetzt. | 1846                          | 22. März 2018      | 26              |
| BW                                                | Bauerschaftsglocke Ostkilver                                        | Ostkilver Kilverstraße 12 Karte                                                                         | Die aus Bronze gegossene Glocke mit der inschriftlichen Datierung Anno 1659. Weiterhin trägt sie die Aufschrift: „soll deo gloria“. Sie soll aus der Glockengießerei Johann Engelke aus Minden sein. Ihre Funktion bestand in der Möglichkeit auch an den Orten zu läuten, wo es keine Kirche gab und damit über eine bestimmte Entfernung kommunizieren zu können. | 1659                          | 26. September 2019 | 27              |
| Eisenbahnüberführung Bahnhofstraße Bieren         | Eisenbahnüberführung Bahnhofstraße Bieren                           | Bieren Bahnhofstraße Karte                                                                              | Bei der Eisenbahnüberführung in Rödinghausen-Bieren handelt es sich um ein einbogiges Überführungsbauwerk mit Tonnengewölbe aus dem Jahre 1899. Die Ein- und Ausfahrten werden durch Flügelmauern begleitet. Das Bauwerk ist in Werkstein mit gespitzter Oberfläche ausgeführt, wobei die Mauerwerksflächen (mit Ausnahme der Gewölbeuntersicht) durch sehr breite, tieferliegende Fugen gekennzeichnet sind. Schildwand und Flügelmauern sind mit Werksteinplatten belegt. | 1899                          | 26. September 2019 | 28              |